# Graphis
Graphis es un género de hongos liquenizados de la familia Graphidaceae. Fue descrito por el naturalista francés Michel Adanson en 1763.